# Coffee Springs
Coffee Springs és una població dels Estats Units a l'estat d'Alabama. Segons el cens del 2000 tenia 251 habitants.

## Demografia
Segons el cens del 2000, Coffee Springs tenia 251 habitants, 108 habitatges, i 74 famílies. La densitat de població era de 124,2 habitants/km².
Dels 108 habitatges en un 17,6% hi vivien nens de menys de 18 anys, en un 57,4% hi vivien parelles casades, en un 12% dones solteres, i en un 30,6% no eren unitats familiars. En el 24,1% dels habitatges hi vivien persones soles el 15,7% de les quals corresponia a persones de 65 anys o més que vivien soles. El nombre mitjà de persones vivint en cada habitatge era de 2,32 i el nombre mitjà de persones que vivien en cada família era de 2,77.
Per edats la població es repartia de la següent manera: un 16,7% tenia menys de 18 anys, un 8% entre 18 i 24, un 18,3% entre 25 i 44, un 36,3% de 45 a 60 i un 20,7% 65 anys o més.
L'edat mediana era de 50 anys. Per cada 100 dones hi havia 78 homes. Per cada 100 dones de 18 o més anys hi havia 77,1 homes.
La renda mediana per habitatge era de 26.477 $ i la renda mediana per família de 30.000 $. Els homes tenien una renda mediana de 28.750 $ mentre que les dones 15.833 $. La renda per capita de la població era de 12.393 $. Aproximadament el 13,8% de les famílies i el 17,1% de la població estaven per davall del llindar de pobresa.

## Poblacions properes
El següent diagrama mostra les poblacions més properes.